# Carl Friedrich von Haas
Carl Friedrich Maximilian Haas, ab 1840 von Haas, (* 16. November 1794 in Hochdorf, Oberamt Vaihingen; † 2. Februar 1884 in Mergentheim) war ein württembergischer Oberamtmann und Landtagsabgeordneter.

## Leben und Werk
Carl Friedrich Haas war der Sohn des Hochdorfer Pfarrers Ludwig  Friedrich Haas (1765–1848) und der Luise Beck. Er heiratete Lina Luise von Adelsheim-Wachbach.
Nach dem Besuch des Gymnasiums machte Carl Friedrich Haas eine Ausbildung zum Schreiber. Von 1814 bis 1817 studierte er Rechtswissenschaften in Tübingen. Er war Mitglied der Alten Burschenschaft Arminia und 1818 einer der Gründer der Burschenschaft Germania Tübingen. Von 1817 bis 1819 arbeitete er als Verwaltungsaktuar beim Oberamt Backnang und von 1819 bis 1821 als Sekretär beim Gerichtshof des Donaukreises in Ulm. Von 1821 bis 1825 war er Sekretär und Oberjustizassessor beim Gerichtshof des Jagstkreises in Ellwangen und von 1825 bis 1829 Verwalter der Strafanstalt Gotteszell im Oberamt Schwäbisch Gmünd. 1831 wurde er Oberamtsrichter in Maulbronn und im gleichen Jahr Unteramtsrat bei der Universitätsverwaltung Tübingen. Von 1836 bis 1847 war Carl Friedrich Haas schließlich Oberamtmann beim Oberamt Ulm und von 1847 bis 1857 beim Oberamt Mergentheim. 1857 trat er in den Ruhestand.

## Politik
Von 1833 bis 1838 war Haas Abgeordneter für das Oberamt Aalen in der Zweiten Kammer des württembergischen Landtags. 

## Ehrungen
- 1836 Ehrendoktorwürde (Dr. jur. h. c.) der Eberhard Karls Universität Tübingen
- 1840 Ritterkreuz I. Klasse des Ordens der württembergischen Krone,[1] welches mit dem persönlichen Adelstitel (Nobilitierung) verbunden war.
- 1847 Verleihung des Titels Vizedirektor